# (300143) 2006 VY61
(300143) 2006 VY61 es un asteroide perteneciente al cinturón de asteroides descubierto el 11 de noviembre de 2006 por el equipo del Spacewatch desde el Observatorio Nacional de Kitt Peak, Arizona, Estados Unidos.

## Designación y nombre
Designado provisionalmente como 2006 VY61.

## Características orbitales
2006 VY61 está situado a una distancia media del Sol de 3,114 ua, pudiendo alejarse hasta 3,698 ua y acercarse hasta 2,530 ua. Su excentricidad es 0,187 y la inclinación orbital 0,809 grados. Emplea 2007,62 días en completar una órbita alrededor del Sol.

## Características físicas
La magnitud absoluta de 2006 VY61 es 16. 